# Liste der Biografien/Het
Liste der Biografien |
Portal Biografien |
Personensuche
# |
A |
B |
C |
D |
E |
F |
G |
H |
I |
J |
K |
L |
M |
N |
O |
P |
Q |
R |
S |
T |
U |
V |
W |
X |
Y |
Z |
?
 
Ha |
Hd |
He |
Hi |
Hj |
Hk |
Hl |
Hm |
Hn |
Ho |
Hr |
Hs |
Ht |
Hu |
Hv |
Hw |
Hy
 
Hea |
Heb |
Hec |
Hed |
Hee |
Hef |
Heg |
Heh |
Hei |
Hej |
Hek |
Hel |
Hem |
Hen |
Heo |
Hep |
Heq |
Her |
Hes |
Het |
Heu |
Hev |
Hew |
Hex |
Hey |
Hez
Die Liste der Biografien führt alle Personen auf, die in der deutschsprachigen Wikipedia einen Artikel haben. Dieses ist eine Teilliste mit 196 Einträgen von Personen, deren Namen mit den Buchstaben „Het“ beginnt.

## Het

### Heta
- Heta, Damon (* 1987), australischer DartspielerDamon Heta (* 1987)

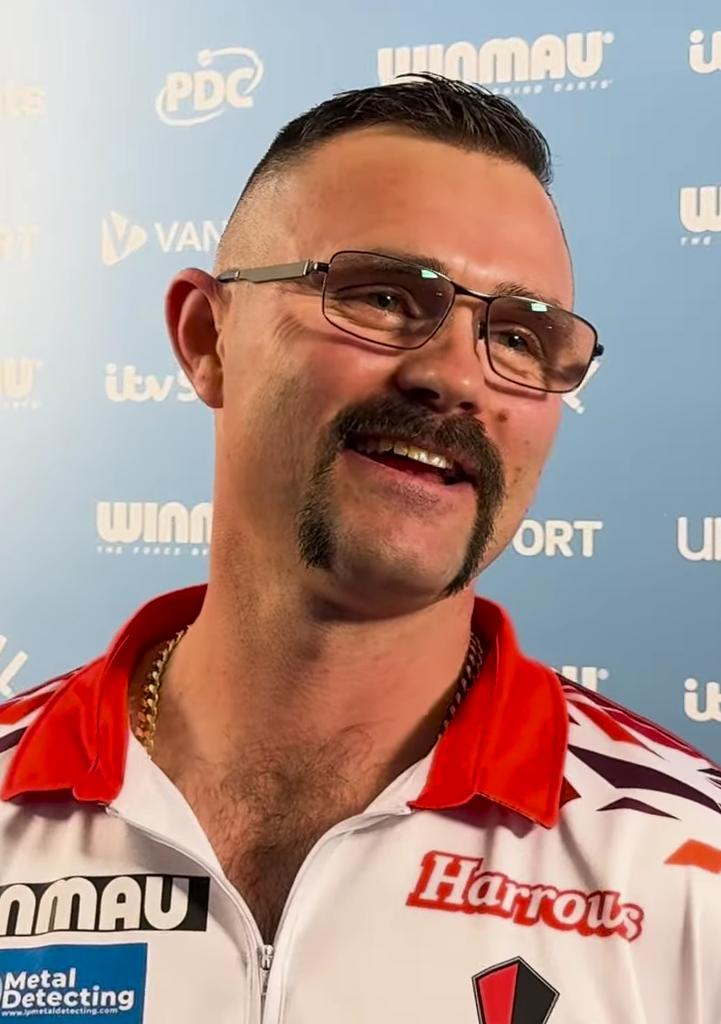
Damon Heta (* 1987)

### Hete
- Hetemaj, Mehdi (* 1997), österreichischer Fußballspieler
- Hetemaj, Përparim (* 1986), finnischer Fußballspieler kosovo-albanischer Abstammung
- Hetényi Heidelberg, Albert (1875–1951), ungarischer Komponist für Operette, Kabarett und Chanson
- Hetényi, Antal (1947–2023), ungarischer Judoka
- Hetényi, Caro (* 1980), deutsche Schauspielerin, Sängerin und Musicaldarstellerin
- Hetényi, Ernő (1912–1999), ungarischer Buddhologe und buddhistischer Ordensleiter
- Hetényi, Zoltán (* 1988), ungarischer Eishockeytorwart
- Hetep, altägyptischer König der 8. Dynastie
- Hetepheres I., Gemahlin des Pharaos Snofru, Mutter des Cheops
- Hetepheres II., Königin der altägyptischen 4. Dynastie
- Hetephernebti, Gemahlin des Königs Djoser
- Hetepi, Untervorsteher der Priester
- Hetepka, altägyptischer Bauleiter
- Hetepka, altägyptischer Wesir
- Hetepnebi, altägyptischer Beamter der 6. Dynastie
- Hetepsechemui, altägyptischer König der 2. Dynastie, (um 2853 – um 2825 v. Chr.)
- Hetepti, Königsmutter der altägyptischen 12. Dynastie
- Heteren, Sanny van (* 1977), deutsche Schauspielerin
- Hetet, Rangimarie (1892–1995), neuseeländische Weberin und Textilkünstlerin

### Hetf
- Hetfeld, Willi (* 1947), deutscher Fußballspieler
- Hetfield, James (* 1963), US-amerikanischer Sänger und Gitarrist (Metallica)James Hetfield (* 1963)

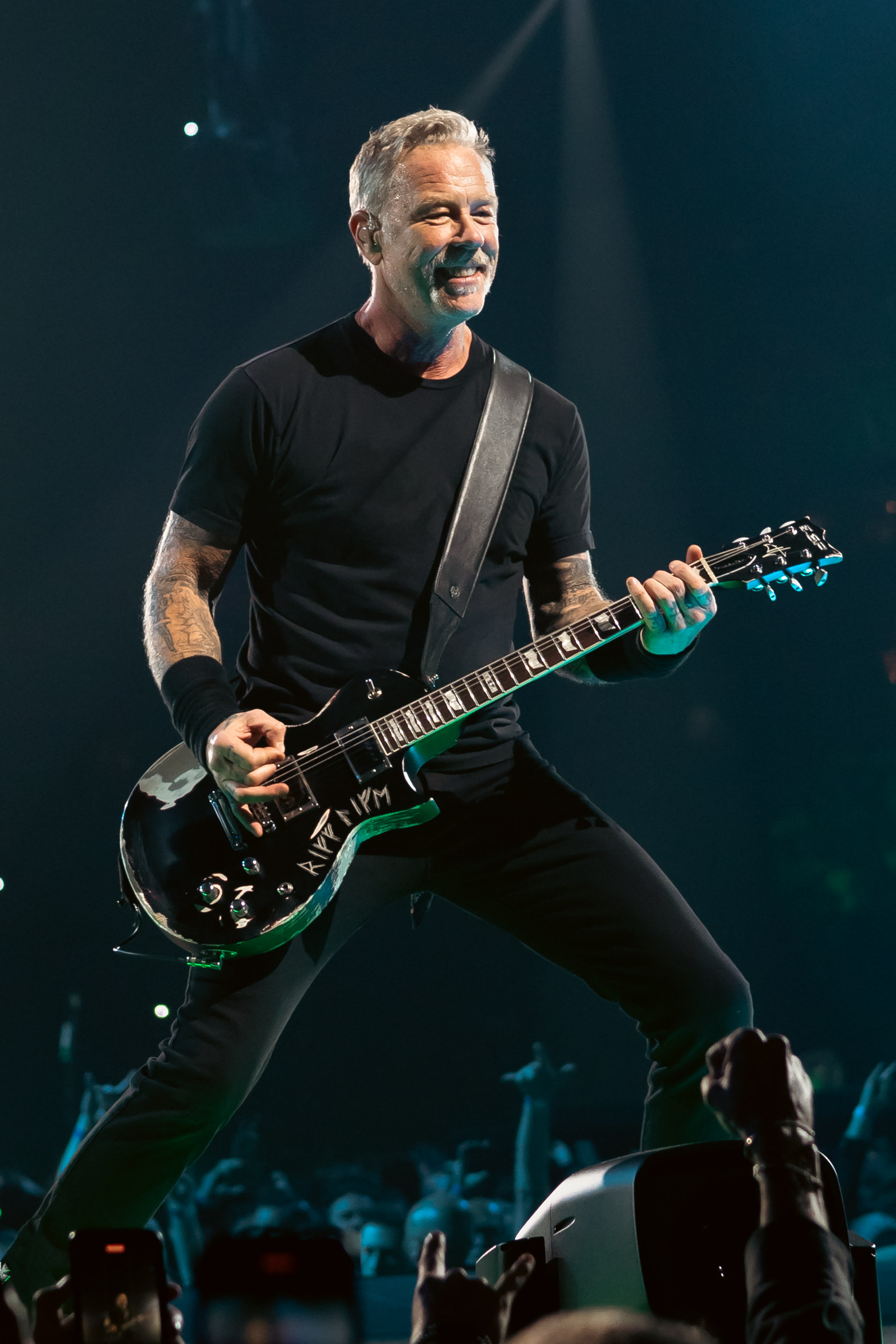
James Hetfield (* 1963)

- Hetfleisch, Nikolaus (1919–1979), österreichischer Politiker (ÖVP), Landtagsabgeordneter im Burgenland

### Heth
- Heth, Alfred (1948–2013), deutscher Maler, Bildhauer und Grafiker
- Heth, Henry (1825–1899), Generalmajor der Armee der Konföderierten Staaten von Amerika im Sezessionskrieg
- Hethat, Yassine (* 1991), algerischer Leichtathlet
- Hetherington, Jill (* 1964), kanadische Tennisspielerin
- Hetherington, Kristina, britische Filmeditorin
- Hetherington, Norman (1921–2010), australischer Cartoonist
- Hetherington, Tim (1970–2011), englischer Fotojournalist
- Hethum I., König von Kleinarmenien
- Hethum II. (1266–1307), König von Kleinarmenien
- Hethum von Korykos, armenischer Geschichtsschreiber

### Heti
- Heti, Sheila (* 1976), kanadische Schriftstellerin

### Hetj
- Hetjens, Laurenz Heinrich (1830–1906), deutscher Kunstsammler
- Hetjes, Alexander (* 1979), deutscher Politiker (CDU)

### Hetk
- Hetkamp, Auguste (1885–1944), deutsche Zeugin Jehovas, Opfer der NS-Kriegsjustiz
- Hetkamp, Wilhelm (1913–1942), deutscher Zeuge Jehovas und Opfer der NS-Kriegsjustiz
- Hetkämper, Robert (* 1949), deutscher JournalistRobert Hetkämper (* 1949)

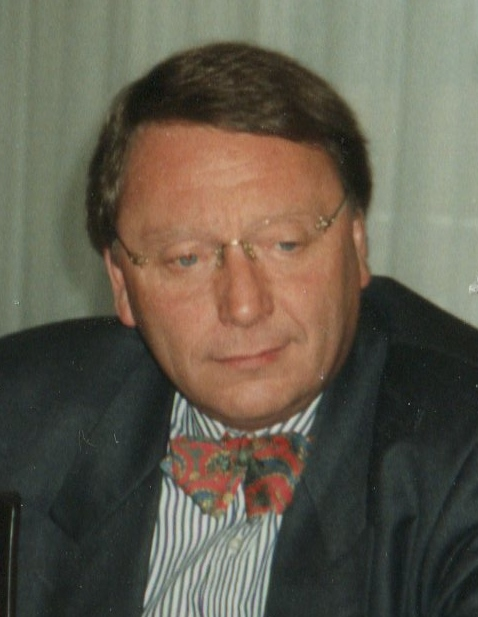
Robert Hetkämper (* 1949)

### Hetl
- Hetland, Tor Arne (* 1974), norwegischer Skilangläufer
- Hetley, Georgina Burne (1832–1898), neuseeländische Illustratorin und Aquarellistin
- Hetling, Friedrich (1906–1987), deutscher Politiker (SPD), MdL
- Hetling, Wilhelm (1740–1798), Kaufmann und Stadthaupt von Reval

### Hetm
- Hetman, Krzysztof (* 1974), polnischer Beamter und Politiker
- Hetman, Nasar (* 2003), ukrainischer Volleyballspieler
- Hetman, Wadym (1935–1998), ukrainischer Ökonom und Politiker
- Hetmanek, Alfons (1890–1962), österreichischer Architekt
- Hetmanek, Barbara (* 1988), deutsche Handballspielerin und -trainerin
- Hetmann, Frederik (1934–2006), deutscher Schriftsteller
- Hetmann, Selma (* 1995), deutsche Volleyballspielerin
- Hetmanski, Christof (* 1965), polnischer Fußballspieler
- Hetmyer, Shimron (* 1996), guyanischer Cricketspieler der West Indies

### Hetr
- Hetrick, Jennifer (* 1958), US-amerikanische Filmschauspielerin

### Hets
- Hetsch, Gustav Friedrich von (1788–1864), deutscher Architekt und Maler
- Hetsch, Heinrich (1873–1947), deutscher Mediziner und Bakteriologe
- Hetsch, Ludwig (1806–1872), deutscher Komponist
- Hetsch, Philipp Friedrich von (1758–1838), deutscher Maler
- Hetsch, Rolf (1903–1946), deutscher Jurist, Kunsthistoriker und nationalsozialistischer Kulturfunktionär im Reichsministerium für Volksaufklärung und Propaganda
- Hetschko, Alfred (1898–1967), deutsch-österreichischer Musikpädagoge, Dirigent und Komponist
- Hétsey, Alice (1875–1939), österreichische Bühnenschauspielerin
- Hetson, Greg (* 1961), US-amerikanischer Hardcore-Punk- und Punk-Rock-Gitarrist
- Hetsroni, Amir (* 1968), israelischer Kommunikationswissenschaftler

### Hett
- Hett, Benjamin Carter (* 1965), US-amerikanischer Historiker und Autor
- Hett, Frank-Thomas (* 1961), deutscher Jurist
- Hett, Victoria (* 1984), kanadische Endurosportlerin
- Hettche, Hans Otto (1902–1991), deutscher Chemiker, Mediziner, Hygieniker und Hochschullehrer
- Hettche, Thomas (* 1964), deutscher Schriftsteller und EssayistThomas Hettche (* 1964)

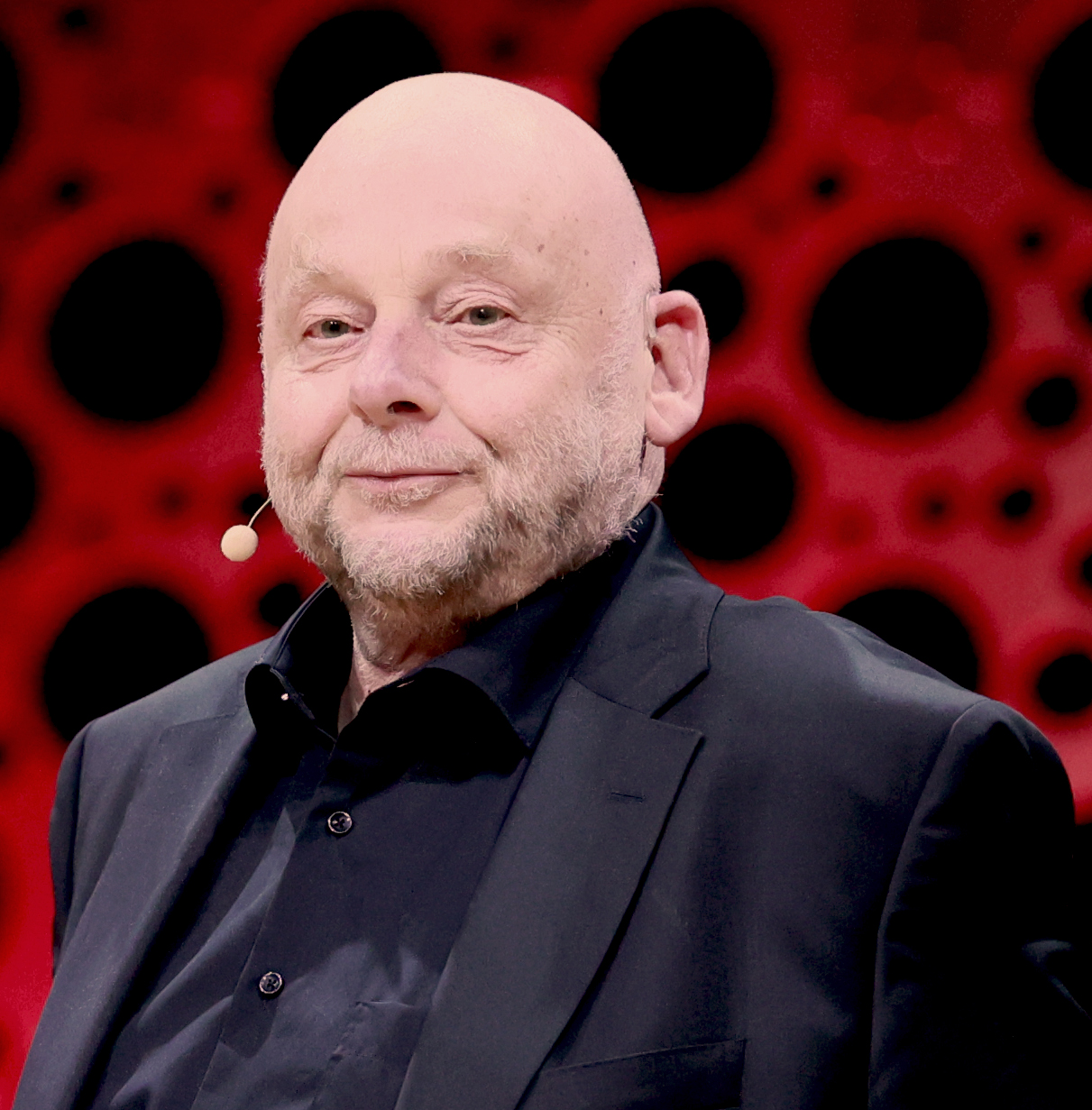
Thomas Hettche (* 1964)

- Hettche, Walter (* 1957), deutscher Germanist und Hochschullehrer
- Hettegger, Thomas (* 1994), österreichischer Skirennläufer
- Hettema, Foeke Buitenrust (1862–1922), westfriesischer Gymnasiallehrer und Philologe
- Hettema, Jan (1933–2016), südafrikanischer Radrennfahrer
- Hettenbach, Ernestus (1552–1616), deutscher Physiker und Mediziner
- Hettenbaugh, Jason (* 1980), US-amerikanischer Biathlet
- Hettenkofer, Athanasius (1735–1803), Abt des Klosters Waldsassen
- Hettenus, Siegfried († 1585), Abt des Klosters Schlüchtern
- Hetterle, Albert (1918–2006), deutscher Schauspieler, Regisseur und TheaterleiterAlbert Hetterle (1918–2006)

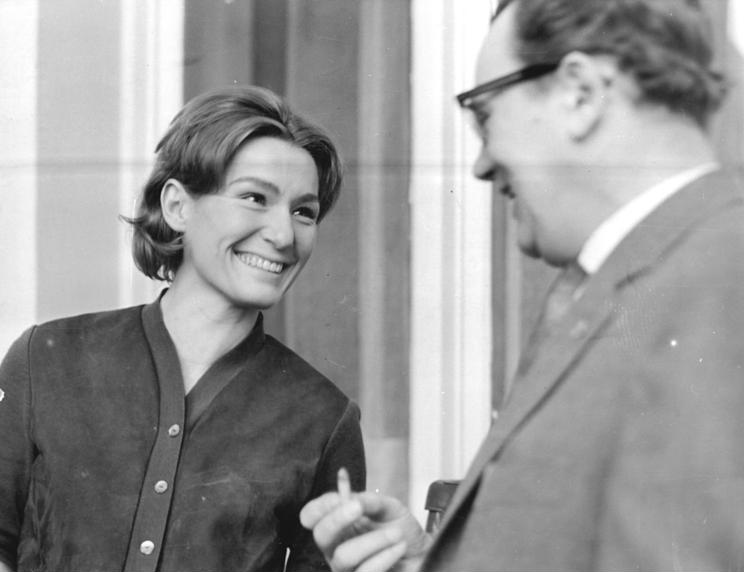
Albert Hetterle (1918–2006)

- Hetterle, Alexander (* 1969), deutscher Schauspieler und Theaterregisseur
- Hetterle, Marc (* 1963), deutscher Schauspieler und Musicaldarsteller
- Hetterle, Monika (* 1940), deutsche Schauspielerin
- Hettersdorf, Emmerich Joseph Otto von (1766–1830), Domherr, Kammerherr und Komponist
- Hettersdorf, Franz Rudolph von (1675–1729), Domkapitular in Worms, Würzburger Stiftsherr, Mäzen
- Hettersdorf, Johann Adolph von (1678–1727), Kapitular des Würzburger Domkapitels und Prorektor der Julius-Maximilians-Universität
- Hettfleisch, Wilhelm (1923–2022), deutscher Fußballtorhüter
- Hetti († 847), Erzbischof von Trier
- Hettich, Alexander (* 1988), deutscher Fußballspieler
- Hettich, Amédée-Louis (1856–1937), französischer Dichter, Sänger, Journalist, Komponist, Musikprofessor, Hochschullehrer, Dozent und Musikpädagoge
- Hettich, Daniel (* 1960), Schweizer Politiker (LDP)
- Hettich, Ernest L. (1897–1973), US-amerikanischer Klassischer Philologe
- Hettich, Eugen (1848–1888), deutscher Maler
- Hettich, Georg (* 1978), deutscher Nordischer Kombinierer und Olympiasieger
- Hettich, Gordian (1825–1900), deutscher Unternehmer und Fabrikant
- Hettich, Karl (1837–1894), deutscher Unternehmer und Erfinder
- Hettich, Karl (1901–1957), deutscher Politiker (SPD)
- Hettich, Robert (* 1964), deutscher Designer und Maler
- Hettich, Urban (* 1953), deutscher Nordischer Kombinierer und Trainer
- Hettich, Werner (1946–2021), deutscher Ringer
- Hettich-Walz, Janina (* 1996), deutsche BiathletinJanina Hettich-Walz (* 1996)

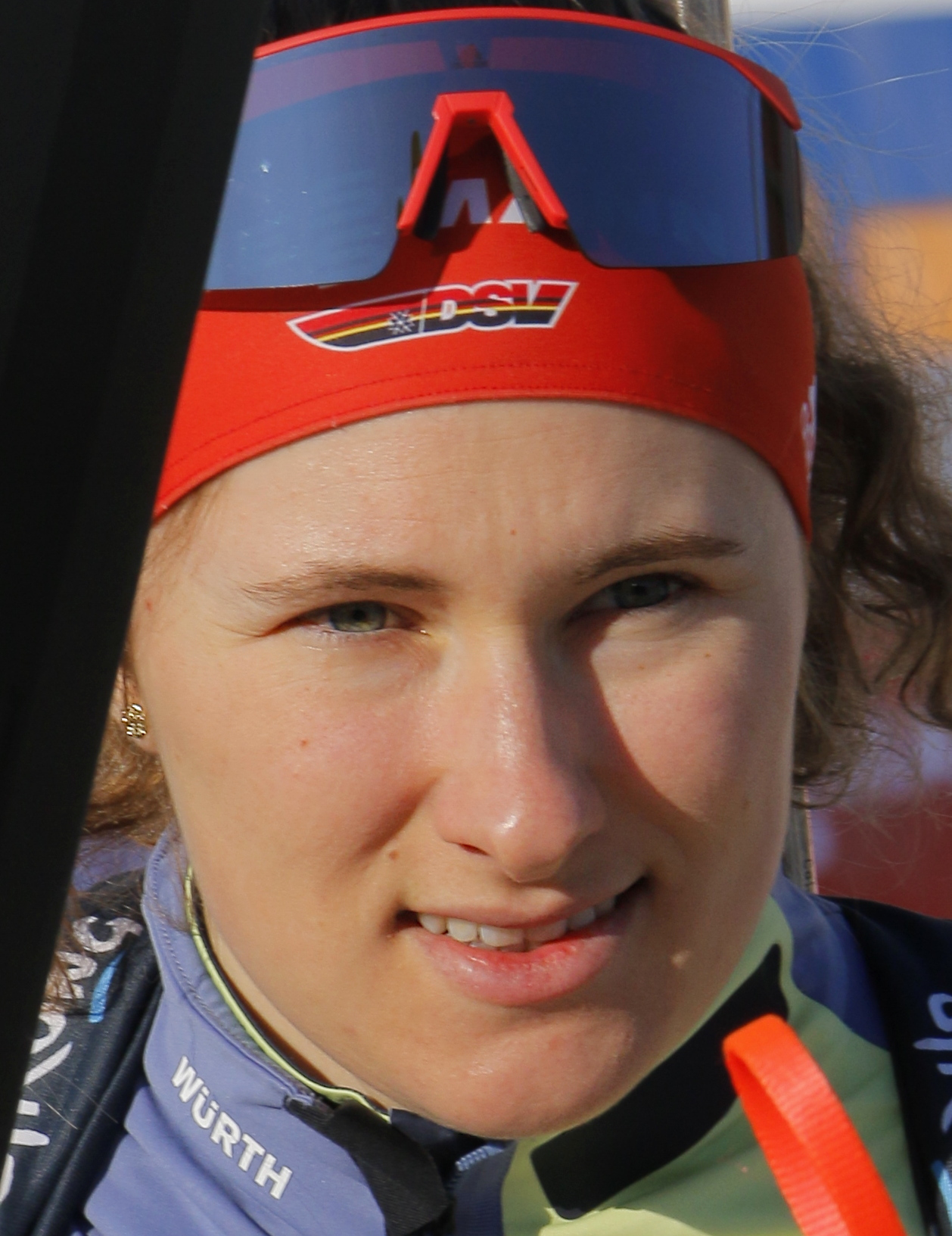
Janina Hettich-Walz (* 1996)

- Hettier de Boislambert, Claude (1906–1986), französischer Widerstandskämpfer, Militärgouverneur im Rheinland und Rheinland-Pfalz, Politiker, Mitglied der Nationalversammlung
- Hettiharachige, Dumidu Wasanthaka (* 1983), sri-lankischer Fußballspieler
- Hettinger, Edward Gerard (1902–1996), US-amerikanischer römisch-katholischer Geistlicher, Weihbischof in Columbus
- Hettinger, Franz (1819–1890), deutscher römisch-katholischer Priester, Theologe und Hochschullehrer
- Hettinger, Grazita (1908–2000), Schweizer Theater- und Filmschauspielerin
- Hettinger, Karl (1896–1967), deutscher Politiker (SPD)
- Hettinger, Marianne, deutsch-amerikanische Filmemacherin, Schauspielerin und Tänzerin
- Hettinger, Michael (* 1948), deutscher Jurist
- Hettinger, Theodor (1922–1994), deutscher Arzt
- Hettlage, Carl (1874–1935), Bürgermeister und Gründer einer Wohnungsbaugenossenschaft
- Hettlage, Karl Maria (1902–1995), deutscher WirtschaftswissenschaftlerKarl Maria Hettlage (1902–1995)

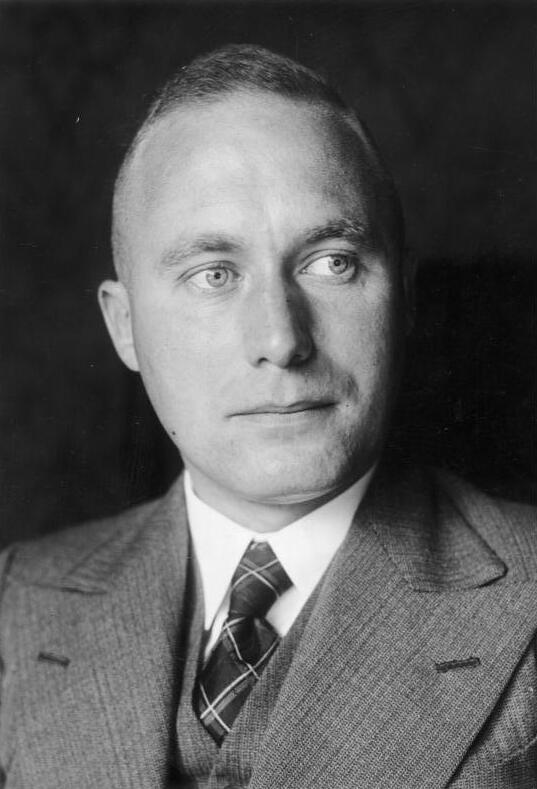
Karl Maria Hettlage (1902–1995)

- Hettlage, Robert (* 1943), deutscher Soziologe und Hochschullehrer
- Hettler, Achim (* 1953), deutscher Bauingenieur
- Hettler, Carl, deutscher Bildhauer und Wachsbossierer
- Hettler, Carl Christian Heinrich (1784–1834), württembergischer Oberamtmann
- Hettler, Elvira (* 1965), deutsche Juristin und Richterin am BFH
- Hettler, Joseph (1566–1605), Kanzler der Markgrafschaft Baden-Durlach
- Hettlich, Peter (* 1959), deutscher Politiker (Bündnis 90/Die Grünen), MdB
- Hettling, August (1785–1857), deutscher Jurist und Archivar
- Hettling, Ludwig (1938–2007), deutscher Politiker (SPD), MdBB, MdB
- Hettling, Manfred (* 1956), deutscher Historiker
- Hettling, Margit (* 1943), deutsche Schwimmerin und mehrfache deutsche Meisterin
- Hettlinger, Johannes († 1489), Stadtschreiber von Rapperswil
- Hettmansperger, Sue (* 1948), US-amerikanische Malerin und Hochschullehrerin
- Hettmer, Alfred (* 1955), deutscher Kriminalist
- Hettmer, Matthias (* 1973), deutscher E-Bassist und Komponist
- Hettner, Alfred (1859–1941), deutscher Geograph
- Hettner, Felix (1851–1902), deutscher Provinzialrömischer Archäologe
- Hettner, Franz (1863–1946), deutscher Politiker und Richter
- Hettner, Georg (1854–1914), deutscher Mathematiker
- Hettner, Gerhard (1892–1968), deutscher Physiker, Leiter des Lehrstuhls für theoretische Physik an der TU München
- Hettner, Hermann (1821–1882), deutscher Literaturhistoriker und Kunstschriftsteller
- Hettner, Otto (1875–1931), deutscher Maler und Graphiker
- Hettner, Roland (1905–1978), deutsch-italienischer Maler und Keramiker
- Hettner, Sabine (1907–1985), französische Malerin
- Hetto-Gaasch, Françoise (* 1960), luxemburgische Politikerin der CSV
- Hettrich, Albert (* 1952), deutscher Politiker, Staatssekretär im Saarland
- Hettrich, Heinrich (1947–2020), deutscher Indogermanist
- Hettrich, Philipp (1900–1973), deutscher Landwirt und Politiker (CSU), Bürgermeister und MdL Bayern
- Hettsheimeir, Rafael (* 1986), brasilianischer Basketballspieler
- Hettwer, Julian (* 2003), deutscher Fußballspieler
- Hettwer, Rocco (* 1964), deutscher Maler

### Hetu
- Hétu, Jacques (1938–2010), kanadischer Komponist
- Hétu, Pierre (1936–1998), kanadischer Dirigent und Pianist

### Hetz
- Hetz, Alfred (1913–1974), deutscher Maler und Grafiker
- Hetz, Anton (1830–1900), österreichischer Tischlermeister, Krämer, Bergführer und Alpinist
- Hetz, Gerhard (1942–2012), deutscher SchwimmerGerhard Hetz (1942–2012)

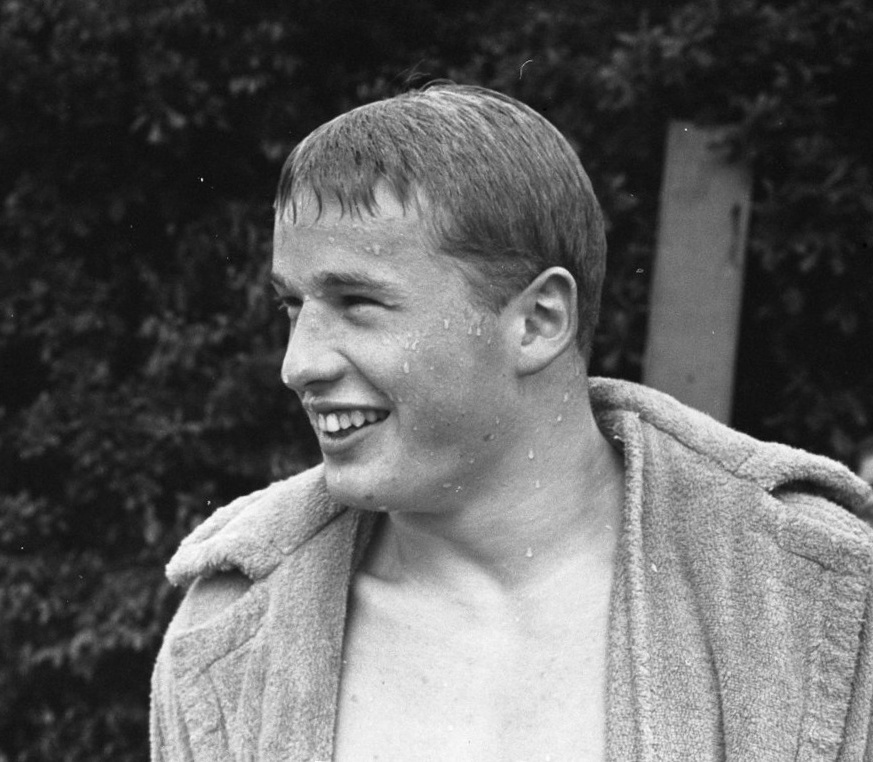
Gerhard Hetz (1942–2012)

- Hetz, Karl (1828–1899), deutscher Maler
- Hetz, Karl (1906–1985), deutscher Ingenieur, Politiker (SED), Reichsbahndirektor
- Hetz, Karl (1910–1980), deutscher Vizeadmiral
- Hetz, Siegfried (* 1954), österreichischer Journalist und Autor
- Hetze, Bruno Paul (1866–1901), deutscher Maler
- Hetzel, Amy (* 1983), australische Wasserballspielerin
- Hetzel, Andreas (* 1965), deutscher Philosoph
- Hetzel, Elisabeth (1835–1908), Schweizer Schriftstellerin und Mundartdichterin
- Hetzel, Friedrich (1804–1886), deutscher Bankier
- Hetzel, George (1826–1899), US-amerikanischer Landschafts-, Porträt- und Stilllebenmaler der Düsseldorfer Schule
- Hetzel, Gerhart (1940–1992), österreichischer Geiger und Konzertmeister
- Hetzel, Grégoire (* 1972), französischer Filmkomponist und Schriftsteller
- Hetzel, Hans (1870–1949), deutscher Politiker (WP), MdR
- Hetzel, Hans (1926–1988), deutscher Metzgermeister, Opfer eines Justizirrtums
- Hetzel, Karl (1920–1972), deutscher Fußballspieler
- Hetzel, Karl (1923–2003), deutscher Rosenzüchter
- Hetzel, Karl Friedrich Gustav (1889–1966), deutscher Wasserbauingenieur und Hochschullehrer
- Hetzel, Mara, deutsche Schauspielerin und Hörspielsprecherin
- Hetzel, Max (1921–2004), Schweizer Elektroingenieur und Erfinder
- Hetzel, Otto (1856–1933), deutscher Architekt, preußischer Baubeamter und selbständiger Bauunternehmer
- Hetzel, Patrick (* 1964), französischer Hochschullehrer und Politiker
- Hetzel, Peter (1960–2014), deutscher Literaturkritiker, Journalist und Autor
- Hetzel, Pierre-Jules (1814–1886), französischer Autor und VerlegerPierre-Jules Hetzel (1814–1886)

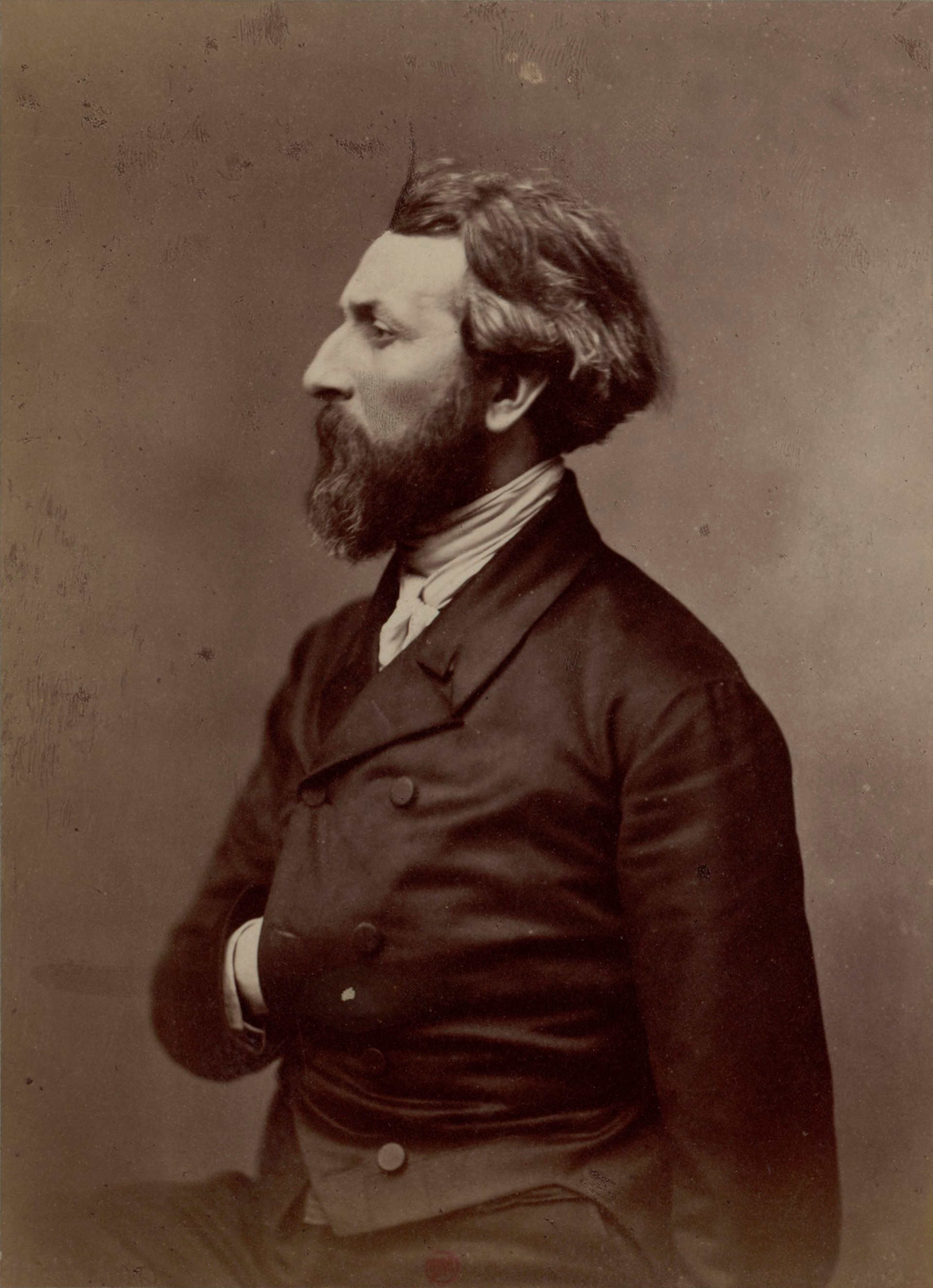
Pierre-Jules Hetzel (1814–1886)

- Hetzel, Walter (1924–2021), deutscher Priester, als Schüler Mitglied einer der beiden „Ulmer Schülergruppen“ im Umfeld der „Weißen Rose“
- Hetzeldorfer, Katherina († 1477), wegen Homosexualität hingerichtet
- Hetzelein, Georg (1903–2001), deutscher Maler, Lehrer und Heimatkundler
- Hetzell, Paul (1851–1922), deutscher Reichsgerichtsrat
- Hetzelt, Friedrich (1903–1986), deutscher Architekt und Baubeamter
- Hetzenauer, Franz (1911–2006), österreichischer Jurist und Politiker (ÖVP), Abgeordneter zum Nationalrat
- Hetzenauer, Matthäus (1924–2004), österreichischer Scharfschütze
- Hetzendorf von Hohenberg, Johann Ferdinand (1733–1816), österreichischer frühklassizistischer Architekt
- Hetzenecker, Karoline (1822–1888), deutsche Opernsängerin
- Hetzer, Anna (* 1986), deutsche Autorin und Übersetzerin
- Hetzer, Armin (* 1941), deutscher Sprachwissenschaftler
- Hetzer, Christiana Regina (1724–1780), erste Hausherrin des Gohliser Schlösschen zu Leipzig
- Hetzer, Christof (* 1976), österreichischer Bühnen- und Kostümbildner
- Hetzer, Daniel (* 1974), deutscher Film- und Fernsehproduzent
- Hetzer, Heidi (1937–2019), deutsche Unternehmerin und MotorsportlerinHeidi Hetzer (1937–2019)

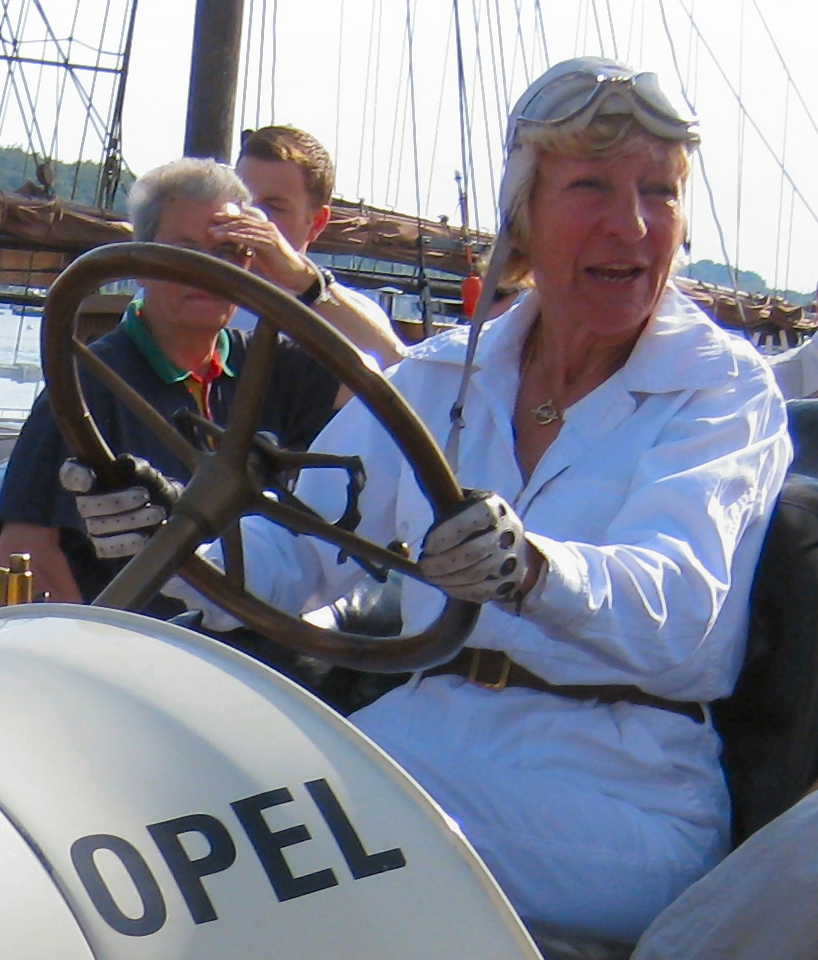
Heidi Hetzer (1937–2019)

- Hetzer, Hildegard (1899–1991), österreichische Psychologin
- Hetzer, Koschka, deutsche Schauspielerin, Autorin und Regisseurin
- Hetzer, Lorenz († 1692), deutscher Prämonstratenserabt
- Hetzer, Martin, österreichischer Molekularbiologe
- Hetzer, Nicole (* 1979), deutsche Schwimmerin
- Hetzer, Otto (1846–1911), deutscher Zimmermeister, Unternehmer und Erfinder
- Hetzer, Roland (* 1944), deutscher Arzt und Wissenschaftler
- Hetzer, Theodor (1890–1946), deutscher Kunsthistoriker
- Hetzl, Erich (* 1950), brasilianischer Politiker
- Hetzl, Gerhard (* 1971), österreichischer Politiker (BZÖ), Abgeordneter zum Nationalrat
- Hetzl, Michael (* 1987), deutscher Politiker, Bürgermeister von Mühldorf
- Hetzler, Hans Wilhelm (1929–2024), deutscher Soziologe
- Hetzler-Wender, Hilde (1918–1969), deutsche Malerin
- Hetzsch, Finn (* 2004), deutscher Fußballspieler